# Gentile I de Varano
Gentile I de Varano, fue un líder y político italiano, fundador de la dinastía Varano. Primer señor de la ciudad-estado de Camerino. Hijo de Rodolfo de Varano. Padre de Rodolfo I de Varano y de Berardo I de Varano. Filippo Marchetti compuso una ópera sobre su vida en 1856.

## Biografía
Se refugió con los habitantes del pueblo en las montañas de Umbría cuando las tropas de Perceval Doria, vicario general del rey Manfredo de Sicilia para la marca de Ancona y el Ducado de Spoleto, atacaron Camerino. Viajó a Roma para implorar la ayuda del Papa Alejandro IV; quien envió las tropas del rey Enrique III de Inglaterra en su apoyo. 
Gentile logró recuperar sus tierras en 1259 y fue proclamado señor de Camerino; que había sido reducido a escombros por los gibelinos. Rechazó un segundo ataque perpetrado por Percival Doria en 1264; donde este se ahogó en el río Nera. Fue elegido podestà de Arcevia y Camerino en 1266. Erigió el castillo Roca Varano como residencia fortificada para su familia. Murió en 1284.